# Hiroki Yamamoto
Hiroki Yamamoto (født 15. november 1991) er en japansk fodboldspiller, som spiller for den japanske fodboldklub Matsumoto Yamaga FC.